# Svenska Kosovostyrkan

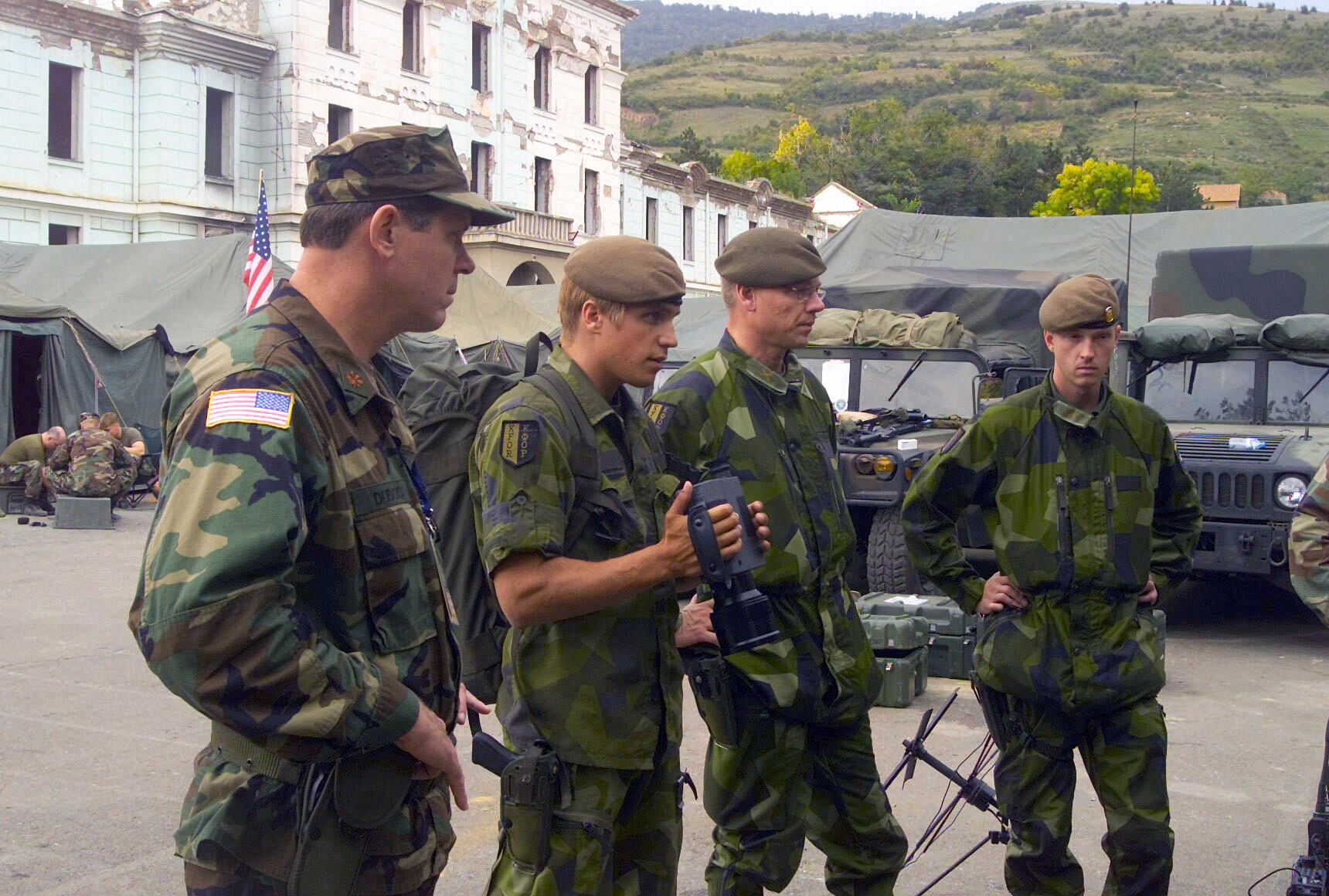
Svenska KFOR-soldater

Svenska Kosovostyrkan var en svensk fredsbevarande styrka i Kosovo. Uppdraget påbörjades i juni 1999. Svenska Kosovostyrkan ingår i KFOR.

## KS01–KS09
Den första styrkan kom till Kosovo i oktober 1999 och var egentligen menad som den trettonde bosnienbataljonen. Mellan 1999 och juni 2004 bestod styrkan av en bataljon om cirka 850 man. I bataljonerna ingick tidvis upp till fyra mekaniserade skyttekompanier (QL, RL, SL, IL), ett stab/understödskompani (PL) och ett trosskompani (XL). Större delen av bataljonen var fram till och med KS21 förlagd på Camp Victoria i byn Hajvalia strax utanför Pristina. Från och med KS22 grupperade förbandet på KFOR:s högkvarters camp "Camp Film City".
| Förbandskod | Förbandsnamn       | Aktivt                  | Kommentar                                                                        |
| ----------- | ------------------ | ----------------------- | -------------------------------------------------------------------------------- |
| KS01        | Första bataljonen  | oktober 1999–maj 2000   | Uppsatt av Södermanlandsbrigaden (MekB 10)                                       |
| KS02        | Andra bataljonen   | maj–oktober 2000        | Uppsatt av Jämtlands fältjägarregemente (I 5)                                    |
| KS03        | Tredje bataljonen  | oktober 2000–april 2001 | Uppsatt av Södra skånska regementet (P 7)                                        |
| KS04        | Fjärde bataljonen  | april–november 2001     | Uppsatt av Norrlands dragonregemente (K 4) och Vaxholms amfibieregemente (Amf 1) |
| KS05        | Femte bataljonen   | november 2001–juni 2002 | Uppsatt av Norrbottens regemente (I 19) och Livregementets husarer (K 3)         |
| KS06        | Sjätte bataljonen  | juni–december 2002      | Uppsatt av Södermanlands regemente (P 10)                                        |
| KS07        | Sjunde bataljonen  | december 2002–juni 2003 | Uppsatt av Vaxholms amfibieregemente (Amf 1) och Livgardet (LG)                  |
| KS08        | Åttonde bataljonen | juni–december 2003      | Uppsatt av Jämtlands fältjägarregemente (I 5) och Livregementets husarer (K 3)   |
| KS09        | Nionde bataljonen  | december 2003–juni 2004 | Uppsatt av Gotlands regemente (P 18)                                             |

## KS10–KS21
På grund av tidigare beslut om att dra ner styrkan reducerades bataljonen under 2004 till ett förstärkt kompanis storlek. Under 2009 bestod styrkan av 250 soldater ingående i ett skyttekompani (Bravo Company), National Support Element (NSE) samt militärpoliser och underrättelseenheter.
| Förbandskod | Förbandsnamn              | Aktivt                  | Kommentar                                                                  |
| ----------- | ------------------------- | ----------------------- | -------------------------------------------------------------------------- |
| KS10        | Tionde kosovostyrkan      | juni-december 2004      | Uppsatt av Skaraborgs regemente (P 4) och Livgardet (LG)                   |
| KS11        | Elfte kosovostyrkan       | december 2004-juni 2005 | Uppsatt av Jämtlands fältjägarregemente (I 5)                              |
| KS12        | Tolfte kosovostyrkan      | juni 2005–december 2005 | Uppsatt av Livgardet (LG)                                                  |
| KS13        | Trettonde kosovostyrkan   | december 2005–juni 2006 | Uppsatt av Skaraborgs regemente (P 4)                                      |
| KS14        | Fjortonde kosovostyrkan   | juni 2006–mars 2007     | Uppsatt av Södra skånska regementet (P 7)                                  |
| KS15        | Femtonde kosovostyrkan    | mars 2007–oktober 2007  | Uppsatt av Första amfibieregementet (Amf 1)                                |
| KS16        | Sextonde kosovostyrkan    | oktober 2007–april 2008 | Uppsatt av Luftvärnsregementet (Lv 6)                                      |
| KS17        | Sjuttonde kosovostyrkan   | april 2008–oktober 2008 | Uppsatt av Livgardet (LG)                                                  |
| KS18        | Artonde kosovostyrkan     | oktober 2008–april 2009 | Uppsatt av Blekinge flygflottilj (F 17) och Södra Skånska Regementet, (P7) |
| KS19        | Nittonde kosovostyrkan    | april 2009–oktober 2009 | Uppsatt av Skaraborgs regemente (P 4)                                      |
| KS20        | Tjugoende kosovostyrkan   | oktober 2009–april 2010 | Uppsatt av Luftvärnsregementet (Lv 6)                                      |
| KS21        | Tjugoförsta kosovostyrkan | april 2010–oktober 2010 | Uppsatt av Första amfibieregementet (Amf 1)                                |

## KS22–KS27
2011 bestod insatsen av cirka 70 soldater fördelade på ett National Support Element (NSE), två Samverkans- och övervakningsenheter (Liason and Monitoring Team, LMT) och en grupp officerare vid KFOR:s högkvarter på Film City. I samband med en ceremoni 20 oktober 2013 på KFOR:s högkvarter i Pristina avslutade överbefälhavare Sverker Göranson den svenska truppinsatsen i Kosovo och Balkan. Den sista svenska styrkan bestod av 52 personer, att jämföra med de 847 soldater styrkan bestod av 1999.
| Förbandskod | Förbandsnamn              | Aktivt                  | Kommentar                                 |
| ----------- | ------------------------- | ----------------------- | ----------------------------------------- |
| KS22        | Tjugoandra kosovostyrkan  | oktober 2010–april 2011 | Uppsatt av Göta ingenjörregemente (Ing 2) |
| KS23        | Tjugotredje kosovostyrkan | april 2011–oktober 2011 | Uppsatt av Livgardet (LG)                 |
| KS24        | Tjugofjärde kosovostyrkan | oktober 2011–mars 2012  | Uppsatt av Blekinge flygflottilj (F 17)   |
| KS25        | Tjugofemte kosovostyrkan  | april 2012-oktober 2012 | Uppsatt av Trängregementet (TrängR)       |
| KS26        | Tjugosjätte kosovostyrkan | oktober 2012-april 2013 | Uppsatt av Göta ingenjörregemente (Ing 2) |
| KS27        | Tjugosjunde kosovostyrkan | april 2012-oktober 2013 | Uppsatt av Luftstridsskolan (LSS)         |